# Hannah Marie Wormington
Hannah Marie Wormington (* 5. September 1914 in Denver; † 31. Mai 1994 ebenda) war eine US-amerikanische Archäologin, die zu den südwestlichen Indianerstämmen und den Paläoindianern der Vereinigten Staaten forschte. 

## Leben
Wormington wurde 1914 als Tochter von Charles Watkin Wormington und Adrienne Roucolle geboren. Wormington erhielt 1935 an der University of Denver eine Bachelor-Abschluss in Anthropologie und studierte dann als erste Frau am Radcliffe College Archäologie. Ursprünglich wollte sie den mit Anthropologie eingeschlagenen Weg weitergehen, doch als sie Seminare von E. B. Renaud zur Altsteinzeit in Frankreich besucht hatte, entschied sie sich zu einem Studium der Archäologie. 1960 machte sie ihren Master-Abschluss. 1954 promovierte sie an der Harvard University in Anthropologie.
In London traf Wormington die Prähistorikerin Dorothy Garrod. Diese machte Wormington mit renommierten Archäologen in Paris bekannt, darunter auch Harper Kelley und Henri Martin. Wormington arbeitete bald unter Kelley und durfte sich auch Artefakte ausleihen, um sie für das Denver Museum zu katalogisieren. Martin nahm sie mit auf Ausgrabungen im Département Dordogne. Nach ihrer Rückkehr nach Denver wurde Wormington Mitarbeiterin des  Colorado Museum of Natural History (heute Denver Museum of Nature & Science) in der Abteilung für Archäologie, wo sie bis zur Schließung im Jahr 1968 als Kuratorin arbeitete. Hier schrieb die junge Archäologin auch ihre beiden ersten Bücher: Ancient Man in North America und Prehistoric Indians of the South West. Das erste Buch war eine erste umfassende Abhandlung über das Pleistozän und das Holozän in Nordamerika und gehörte lange zu den Standardwerken für Studierende. Prehistoric Indians in the South West wurde ebenfalls zu einem der Standardwerke und mehrfach aufgelegt.
1940 heiratete Wormington den Geologen George D. Volk. Während des Zweiten Weltkriegs nahm sich Wormington eine Auszeit und reiste mit ihrem Mann durch die Welt, bis dieser beruflich nach Übersee musste und Wormington an das Museum zurückkehrte. Volk starb 1980.
1936 begann Wormington mit der Katalogisierung der Funde von der „Lindenmeier Site“ für das Colorado Museum of Natural History. Der Fundplatz war eine der ersten paläoindianischen Ausgrabungsstätten. Wormington war dabei in der Lage, die Funde mit denen aus Europa zu vergleichen. Sie begann mit Forschungen zu den Montrose Rock Shelters und der Johnson Site. Außerdem nahm sie an Ausgrabungen in der Fremont Village Site in Utah teil. Wormington konnte nachweisen, dass die Fremont-Kultur ihren Ursprung in den Wüstenkulturen des Great Basin hatte. In den 1950er-Jahren war sie immer wieder als Beraterin bei Ausgrabungen anwesend.
Nach der Schließung der Abteilung für Anthropologie am Museum wurde Wormington Gastprofessorin an der Arizona State University (1968/69), dann am Colorado College (1969/70). Ab 1973 unterrichtete sie dann als außerordentliche Professorin an der University of Minnesota und bis 1986 am Colorado College.
1968 wurde Wormington als erste Frau zur Präsidentin der Society for American Archaeology gewählt. Schon 1950/51 und 1955/56 war sie Vizepräsidentin geworden. 1977 erhielt die den Ehrendoktortitel der Colorado State University. 1983 bekam sie als erste Frau eine Auszeichnung für außergewöhnliche Leistungen der Society of American Archaeology. Zwei Jahre später verlieh man ihr den Colorado Archaeology Society C.T. Hurst Award für ihre herausragenden Leistungen auf dem Gebiet der Archäologie in Colorado.  1988 erhielt sie einen weiteren Ehrendoktortitel des Colorado College und wurde im gleichen Jahr zum Curator emeritus des Denver Museum of Natural History.
Wormington starb 1994 an einer Rauchvergiftung. Sie war mit einer Zigarette auf dem Sofa eingeschlafen und hatte dieses damit in Brand gesteckt.

## Schriften (Auswahl)
- mit Betty Holmes: The differentiation of Yuma Points. 1937
- mit Betty Holmes: A comparison of Folsom and Yuma Flaking Techniques. 1937
- Ancient Man in North America. 1939
- Prehistoric Indians of the Southwest. 1947
- A proposed Revision of the Yuma Point Terminology (= Colorado Museum of Natural History Proceedings, Bd. 18, Nr. 2), 1948
- A Reappraisal of the Freemont Culture, with a Summary of the Archaeology of the Northern Periphery. Denver Museum of Natural History, Proceedings No. 1, 1955
- mit Robert Lister: Archaeological Investigations of the Uncomphgre Plateau. Denver Museum of Natural History, Proceedings No. 2, 1956
- A Survey of Early American Prehistory. In: American Scientist. Bd. 50, Nr. 1, 1962, S. 230–242
- mir Richard Forbis: An Introduction to the Archaeology of Alberta, Canada. Denver Museum of Natural History Proceedings No. 11, 1965
- mit  Dorothy Ellis (Hrsg.): Pleistocene Studies in Southern Nevada. Nevada State Museum, Anthropological Papers No. 13, Carson City, 1967
- Archeology of the Late and Post-Pliocene from a New World perspective. In: W. W. Howells, Patricia Jones Tsuchitani (Hrsg.) Paleoanthropology in the People's Republic of China. National Academy of Sciences, Washington D.C. 1977
- Early Man in the New World: 1970–1980. In: Richard Shutler, Jr. (Hrsg.) Early Man in the New World. Sage Publications, Berkeley 1983